# Weihnachtsinsel-Zwergfledermaus
Die Weihnachtsinsel-Zwergfledermaus (Pipistrellus murrayi) ist eine ausgestorbene Fledermausart aus der Gattung der Zwergfledermäuse (Pipistrellus). Sie war auf der australischen Weihnachtsinsel endemisch. Der wissenschaftliche Artname wurde zu Ehren des britischen Ozeanographen John Murray (1841–1914) gewählt.

## Merkmale
Die Weihnachtsinsel-Zwergfledermaus erreichte eine Kopf-Rumpf-Länge von 34 bis 40 mm, eine Schwanzlänge von 29 bis 31 mm, eine Ohrenlänge von 8,5 bis 11 mm, eine Hinterfußlänge von 6 bis 8 mm, eine Unterarmlänge von 29,8 bis 32,6 mm und ein Gewicht von 2,6 bis 4,6 g. Das weiche Rückenfell war dunkelbraun mit gelblichen Haarspitzen. Das Bauchfell war etwas heller.

## Lebensweise
Die Weihnachtsinsel-Zwergfledermaus war gewöhnlich nacht- und dämmerungsaktiv, jedoch gab es auch Beobachtungen von Individuen, die bereits nachmittags umher flogen. Sie ernährte sich überwiegend von kleinen Insekten, darunter Nachtfalter, Käfer, Ameisen und Wespen, die sie im Flug erbeutete. Die Schlafplätze befanden sich unter der losen Rinde, insbesondere von abgestorbenen Bäumen, in kleinen Höhlungen und Ritzen in Baumstämmen und Ästen, oder im dichten Laub von Palmen, Epiphyten oder Schraubenbäumen. Ende Dezember kam ein Jungtier zur Welt, das etwa vier Wochen gesäugt wurde. Zur Wurfzeit bildeten die Weibchen gemeinsame Wochenstubenkolonien mit mehr als 50 Individuen. Weihnachtsinsel-Zwergfledermäuse hatten ihre Schlafplätze im Regenwald und gingen in verschiedenen Lebensraumtypen auf Nahrungssuche, wobei vermutlich Waldränder und freies Gelände bevorzugt wurden.

## Status
Bei ihrer Entdeckung im Jahr 1888 war die Weihnachtsinsel-Zwergfledermaus noch häufig und weit verbreitet. Auch bei der ersten offiziellen Zählung Mitte der 1980er Jahre war die Art noch häufig. Ab 1994 begann jedoch ein rapider Bestandsrückgang, der in den folgenden zwölf Jahren auf über 80 Prozent beziffert wurde. Das Verbreitungsgebiet, der einst auf der gesamten Weihnachtsinsel vorkommenden Art, war ab 2006 nur noch auf den äußersten Westen beschränkt. Bei einer Neubewertung des Bestandes wurden im Januar 2009 weniger als 20 Exemplare geschätzt, basierend auf einer Kolonie mit vier adulten Weibchen und auf möglicherweise unentdeckten Schlafplätzen. Das Verhalten der Weibchen ließ die Vermutung zu, dass sie Junge hatten. Drei Jahre zuvor befanden sich in derselben Kolonie 54 Exemplare. Im Sommer 2009 war der Versuch, einige Tiere für ein Erhaltungszuchtprogramm einzufangen, fehlgeschlagen. Am 26. August 2009 wurde die letzte Echoortung eines Exemplars verzeichnet, das einen Tag später nicht mehr aufgefunden werden konnte. Auch nachfolgende Suchen nach vermeintlich überlebenden Exemplaren blieben ergebnislos. Im Mai 2012 wurde die Weihnachtsinsel-Zwergfledermaus von der australischen Regierung offiziell für ausgestorben erklärt und im September 2017 folgte die IUCN. Die Gründe für das Aussterben der Art sind bis heute unklar. Vermutlich haben mehrere Faktoren gleichzeitig eine Rolle gespielt, darunter Bedrohungen durch die Kapuzen-Wolfszahnnatter, durch die Gelbe Spinnerameise, durch Ratten sowie durch den Riesen-Hundertfüßer Scolopendra morsitans.

## Systematik
Die Weihnachtsinsel-Zwergfledermaus galt zeitweise als Unterart der Winzigen Zwergfledermaus (Pipistrellus tenuis). 2009 konnte jedoch anhand einer genetischen Studie bestätigt werden, dass Pipistrellus murrayi eine eigenständige Art repräsentiert.